# Raue Heil
Die Raue Heil ist ein 435,4 m ü. NHN hoher Berg im Spessart bei Linsengericht im hessischen Main-Kinzig-Kreis.

## Geographie
Die Raue Heil liegt auf der Gemarkung des Linsengerichter Ortsteils Großenhausen. Im Westen des Berges befinden sich im Tal des Lützelbaches die Dörfer Breitenborn und Lützel. Im Norden geht die Raue Heil flach zum Kahlen Kopf (385 m) über. Im Südwesten hinter dem Bergsattel Hufeisen, der seinen Namen von einer alten Schmiede hat, erstreckt sich der Franzosenkopf (481 m). Am nordöstlichen Bergsporn befindet sich ein keltischer Ringwall.